# Gina Berndtson
Gina Maxemiliane Anette Berndtson, född 11 mars 1909 i Lichte Thüringen, död okänt år, var en svensk konstnär.
Hon var dotter till Maxemilian Mansch och Laura Moeller samt från 1943 gift med Nils Bertil Berndtson. Berndtson studerade privat för Niciolaus Sagrekow i Berlin 1937–1938 samt vid konstakademien i München 1939–1943 och vid Konsthögskolan i Stockholm som gäst 1944–1945; därefter företog hon studieresor till Italien, Spanien och Kanarieöarna. 
Hon och hennes man bosatte sig i Sydafrika 1948. Separat ställde hon ut på bland annat på Eskilstuna konstmuseum, Las Palmas samt i Durban och medverkade vid samlingsutställningar i Sverige och Sydafrika. Tillsammans med Kaj Piehl ställde hon ut 1947 i Eskilstuna. 
Hennes konst består av stilleben, figurer, porträtt och landskap i olja, akvarell eller pastell samt kompositioner för tapeter och glasfönster.